# Luka Lenič
Luka Lenič (Ljubljana, 13 de maig de 1988), és un jugador d'escacs eslovè, que té el títol de Gran Mestre des de 2007. Tot i que va néixer a Split (Croàcia), va obtenir posteriorment la nacionalitat eslovena.
A la llista d'Elo de la FIDE del novembre de 2017, hi tenia un Elo de 2650 punts, cosa que en feia el jugador número 1 d'Eslovènia. El seu màxim Elo va ser de 2659 punts, a la llista de maig de 2014.

## Resultats destacats en competició
Lenič va guanyar el Campionat del món Sub14 a Heraklion el 2002.
Ha guanyat quatre cops el Campionat d'escacs d'Eslovènia en els anys 2008, 2009, 2010 i 2013.
Del 30 de maig al 10 de juny de 2017, va prendre part en el Campionat d'Europa individual on va fer 7½ punts d'11 (+4–0=7), un punt per sota de Maksim Matlakov, Baadur Jobava i Vladímir Fedosséiev. Matlakov guanyà el torneig en el desempat. Amb aquest resultat li donà dret a participar el setembre a Tbilisi en la Copa del Món de 2017, on va derrotar a Laurent Fressinet per 4 a 2 a la primera ronda. A la segona ronda fou emparellat amb Fabiano Caruana que empatà a 1 a les partides clàssiques però derrotat a les partides ràpides de desempat per 1 a 3.

### Participació en olimpíades d'escacs
Lenič ha participat, representant Eslovènia, en sis Olimpíades d'escacs entre els anys 2002 i 2014 (dos cops com a 1r tauler), amb un resultat de (+17 =20 –12), per un 55,1% de la puntuació. El seu millor resultat el va fer a l'Olimpíada del 2010 en puntuar 8½ d'11 (+6 =5 -0), amb el 77,3% de la puntuació, amb una performance de 2718.